# فلاديسلاف باسيكوفيسكي
فلاديسلاف باسيكوفيسكي (بالبولندية: Władysław Pasikowski)‏ (و. 1959  م) هو مخرج أفلام، وكاتب سيناريو، وكاتب، وكاتب خيال علمي بولندي، ولد في وودج.

## التعليم
تعلم في المدرسة الوطنية للأفلام في وودج، وجامعة وودج.

## وصلات خارجية
- فلاديسلاف باسيكوفيسكي على موقع IMDb (الإنجليزية)
- فلاديسلاف باسيكوفيسكي على موقع قاعدة بيانات الأفلام العربية
- فلاديسلاف باسيكوفيسكي على موقع ألو سيني (الفرنسية)
- فلاديسلاف باسيكوفيسكي على موقع أول موفي (الإنجليزية)
- فلاديسلاف باسيكوفيسكي على موقع قاعدة بيانات الأفلام السويدية (السويدية)
- فلاديسلاف باسيكوفيسكي على موقع قاعدة بيانات الفيلم (الإنجليزية)
- فلاديسلاف باسيكوفيسكي على موقع كينوبويسك (الروسية)